# Rhamphocharis
Genre
Rhamphocharis est un genre monotypique de passereaux de la famille des Melanocharitidés. Il se trouve à l'état naturel en Papouasie.

## Liste des espèces
Selon la classification de référence du Congrès ornithologique international (version 13.2, 2023) :
- Rhamphocharis crassirostris Salvadori, 1876 — Piquebaie tacheté, Piquebaie à grand bec
  - Rhamphocharis crassirostris crassirostris Salvadori, 1876
  - Rhamphocharis crassirostris viridescens Mayr, 1931
  - Rhamphocharis crassirostris piperata (De Vis, 1898)
- Rhamphocharis piperata (De Vis, 1898) — Piquebaie de De Vis